# Conán mac Lia
Conán mac Lia é uma figura no Ciclo Feniano da mitologia irlandesa. É um membro do bando guerreiro da fianna, é ele, de certo modo, menos famoso do que o outro Conán do grupo, Conán mac Morna.
Conán mac Lia é o filho de Liath Luachra, um membro do bando guerreiro da fianna massacrado por Fionn mac Cumhaill. Conán eventualmente se torna senhor de Luachra e um saqueador contra a Fianna. Um dia ele é derrotado em Munster, e Fionn faz as pazes com ele, depois disso ele se junta ao bando. Ele se casa com Finnine, a irmã de Ferdoman, mas a maltrata (em uma outra versão ele a mata). Ferdoman duela com Conán acerca da ofensa, e ambos os homens morrem na luta.